# Кучугуры (Черниговская область)
Кучугуры (укр. Кучугури) — село в Корюковском районе Черниговской области Украины. Население 8 человек. Занимает площадь 0,103 км².
Код КОАТУУ: 7422455401. Почтовый индекс: 15331. Телефонный код: +380 4657.

## Власть
Орган местного самоуправления — Холмынский поселковый совет.